# IC 1625
IC 1625 — галактика типу E-S0 (еліптична спіральна галактика) у сузір'ї Фенікс.
Цей об'єкт міститься в оригінальній редакції індексного каталогу.